# 时空

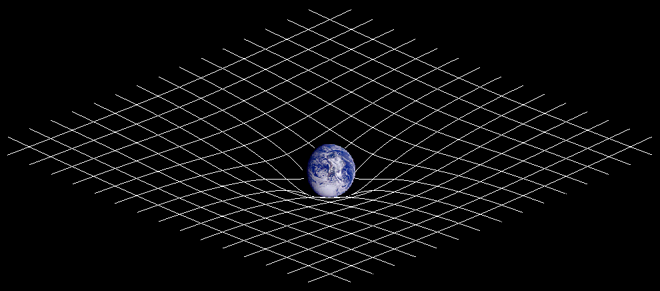
图示地球造成的时空弯曲

在物理学中，时空（英語：spacetime）又稱時空連續體（space-time continuum）、时空连续统，是一数学模型，其将空间的三个维度和时间的一个维度合并成一个四维流形。时空连续性是指时空无限可分性。
时空图则用来可视化相对论效应，例如为什么不同的观察者对事件于何处与何时发生有不同的感知。时空是一種基本概念，分别屬于物理學、天文學、空間物理學和哲學。并且也是这几个学科最重要的最基本的概念之一。
空间在力学和物理学上，是描述物体以及其运动的位置、形状和方向等抽象概念；而时间则是描述运动之持续性，事件发生之顺序等。时空的特性，主要就是通过物体，其运动以及与其他物体的相互作用之间的各种关系之汇总。

## 概要
时间和空间是人类文明最为古老的概念之一。可追溯至远古时期，人类的耕作、放牧等日常劳动都需要测量土地、顺天时，这就产生了最基础的时空概念以及度量方法。古代就有“上下四方謂之宇，往古來今謂之宙”的说法。这里的“宇宙”也就是时空的理念。这也就是诞生了最原始的一维时间和三维空间，并发展同宇宙产生联系。
近代科学，无处不涉及时空的概念和测量方法，特别是文艺复兴以来，经典力学、物理学和天文学在对时空的认知上基本可以分为两条不同但相交的线索：
其一，以牛顿和麦克斯韦的重要理论——经典力学和经典电磁学为代表的时间-空间概念，经历爱因斯坦的狭义、广义相对论，再到现代宇宙论。
其二，从牛顿力学经过量子理论、量子力学以及量子场理论，再到量子引力、超弦或M理论。
但物理学对于时空的认识还存在不少基本问题尚待解决，还需要进一步完善和发展。

## 理论

### 牛顿的绝对时空概念

#### 绝对时空
利用欧几里得几何，测量出长方体的长、宽和高，便能算出其体积。也即是选择一个可以忽略大小的静止的参照物，只要得知需要计算物体与其的上下、左右和前后距离，就可以利用欧几里得几何计算出。
在描述运动上，需要得知瞬时的速度、加速度和所处位置，这就抽象出一维时间和三维空间的坐标系概念。所以要描述物体的运动，就需要选择一个可供参考的坐标系，为此，艾萨克·牛顿就创造出四维绝对时空的概念，绝对时间均匀流逝，绝对空间符合三维欧几里得几何。绝对时空的本性与任何具体物体以及运动状态无关。选择相对于绝对空间的静止或匀速直线运动为参照所得出坐标，就是惯性参考系。

#### 伽利略相对性
在经典力学中，任意一个物体对于不同的惯性坐标系的空间坐标量和时间坐标量之间满足伽利略变换。在此之下，物体的位置和速度都是相对的；而空间位移，时间间隔以及加速度却是绝对不变的。因为绝对时间的同时性不变，所以相对于同一个惯性参照系的两个事件同时发生与否也是不变的。而两个同时发生的事件在其他惯性参照系下也是同时的，这就是绝对同时性。牛顿力学的所有规律（包括万有引力定律）在内，在伽利略变换下也都是不变的，这即是伽利略相对性原理。
同时，不变性与守恒定律也有着很高相关度。运动状态在伽利略变换下的时间平移不变性就对应了物体的能量守恒；而空间平移不变性也就与动量守恒相关联，以及空间转动不变性更对应了角动量守恒。上述的不变性，就使得绝对时空概念受到了质疑。
这是显而易见的，因为物体在绝对空间中的运动是可以观测的，这就有力学运动定律中需要有绝对速度这个概念，但牛顿力学中却没有绝对速度一说。即，牛顿力学定律的正确性并不要求存在绝对空间。
虽然不断有人对牛顿的绝对空间概念提出异议，并且实际上也没有存在绝对时空的证据。但是牛顿力学和万有引力等规律是这样的成功，以至于牛顿的绝对时空的理念，也一直主导着当时的自然科学和哲学界。

#### 致命的问题
牛顿体系推广到宇宙中则具有局限性。它无法描述一个简单的宇宙图像。可以近似描述的宇宙图像是：在无穷长和无限大的绝对时空中，无数多的星体大致上是静止的，而且平均光度也是均匀的。然而万有引力却让这个宇宙极为不稳定，甚至无法解答夜晚的天空为什么是黑的。

#### 麦克斯韦方程组
19世纪的物理学有一个重大成就，那就是詹姆斯·克拉克·麦克斯韦总结前人的电磁学理论，得出来的麦克斯韦方程组，这里面出现了光速c，而后又发现电磁波。
但是依旧受到牛顿的绝对时空概念所支配的物理学家们，自然也认为存在光以太这种物质。所以，麦克斯韦方程组仅仅只是在绝对空间的惯性参考系中成立，与此类似，电磁波也只是光以太的波动现象而已。

### 爱因斯坦的相对时空观念

#### 狭义相对论
就在物理学家认为物理的“大厦”即将完工时，两朵“乌云”却让整个物理体系动摇，更让人类对时空的认识发生了巨大的改变。
阿尔伯特·爱因斯坦在1905年提出的狭义相对论，拓展了伽利略相对性原理，使得包括力学和电磁学在内的所有物理定律在不同惯性参照系也要具有相同的形式。
但是当时的爱因斯坦还假定惯性参考系中单程光速C是不变的。据此，不同惯性系的时间-空间坐标之间不再遵从伽利略变换，而是遵从洛伦兹变换。
据此，时间间隔（钟的走动）和空间长度（尺子的长）都成变化的，而且相对于“静止的”而言，越是高速运动，时钟就越是变慢，尺子就越是变短。至此，绝对的同时性不存在，也就是说，在一个参照系中同时发生的两个事件，在另一个高速运动的参照系就不再是同时发生了。
狭义相对论中，因为光速是定量，所以时间-空间间隔（时空间隔）就成了不变量。因此，一些惯性系之间，除了对应于时间和空间平移的不变性之能量和动量守恒以外，还存在时空平移不变性。理所当然的，根据能量和动量守恒定律，爱因斯坦推导出他的质量-能量关系式（即是众所周知的{\displaystyle E=mc^{2}}）。这个是原子物理中最为基本的。

#### 闵可夫斯基时空
狭义相对论不仅判定光以太不存在，它确定电磁波是一种波动，就得出场是一种与“实实在在”的物体不一样的物质。也判定牛顿的绝对时空不存在，并将一维时间和三维空间联系在一起，组成四维时空。赫尔曼·闵可夫斯基最先发现这一点，即闵可夫斯基时空。而由此所产生的几何也成为具有度规张量的欧几里得几何，其符合洛伦兹协变性，也就是闵可夫斯基度规。

#### 广义相对论

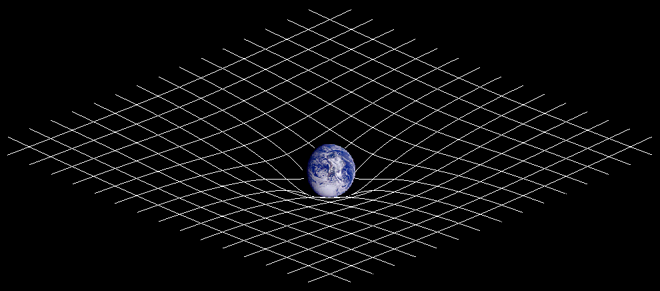
宽度100px

但狭义相对论也有一个缺陷，它无法让引力定律满足任何参照系都具有同样形式。就此，爱因斯坦提出广义相对论。
依据广义相对论，在宇宙中就不存在大范围的惯性参照系，而是只在任意时空点存在局部的惯性系，而不同的惯性系之间就通过惯性力或引力让其相互联系。
就此，惯性力的时空仍然是平直的四维闵克夫斯基时空，反之，引力的时空就是弯曲的四维时空。要描述这样的四维时空，只能用黎曼几何来描述。而要想得知时空的弯曲程度，需要知道物质及其能量-动量张量，再通过爱因斯坦引力场方程来确定。
此时，时空不再是物质（物体或者场）的“运动场”，弯曲的时空就是引力场，其性质与在其中运动的物质之性质存在关联；而时间与空间是物质的存在形式，既没有脱离物质的时空，也没有脱离时空的物质。
所以，其一，物质的运动所产生的能量-动量作为引力场的源头，通过场方程确定引力场的强度，即时空的弯曲度；其二，弯曲时空的几何特性也同样决定着物质运动的性质。
例如在太阳系中，太阳作为这个引力场的源头，它的质量使得整个太阳系的时空发生弯曲。而越靠近太阳，其运动性质受到影响就越大。所以，水星的运动轨迹就受到太阳的影响。而其他恒星所发出的光线在经过太阳边缘时也发生了偏转等。实际观测也证明了广义相对论的正确。
但广义相对论也存在着挑战，20世纪中期的研究表明，就是在特定的条件下，广义相对论会让时空出现“奇点”。在奇点处会让引力场失去意义。

### 宇宙之演化中的整体性
人类对时空认识一直都与宇宙密切相关，而宇宙学原理和爱因斯坦引力场方程就是现代认识宇宙的基础。宇宙学原理认定宇宙是一个整体的，它在时间上是不断变化的，即时间箭头，而在空间上却是均匀的。
20世纪中期，宇宙大爆炸的模型成功的解释了河外星系红移，也解释了夜晚的天空是黑色的，这就是宇宙微波背景辐射。计算预测出的宇宙的演化、星系的形成、轻元素的丰度等在天文观测上也是大体一致的。便解决牛顿体系没有给出宇宙图像的问题。
虽然认识到宇宙是在演化中的一个整体，但是，那个奇点却处在宇宙大爆炸的起始、星系或黑洞的中心。

### 量子理论对时空的影响

#### 量子理论
物理学从牛顿的经典力学到20世纪初的量子理论，对人类认识时空也起着剧烈的变化，更引发物理学的震荡。
量子力学描述了这样一个事实，也就是系统的空间位置与动量无法同时精确测量，同样的，时间与能量之间也是如此。他们满足不确定性原理；经典轨道在此刻也不再有精确的意义，如何理解量子力学以及有关测量的实质，一直处于争论中。但在20世纪末，有关量子的几个重要发现更是引发新的疑虑，这就是量子纠缠、量子隐形传态、量子信息等，在对其研究表明了时空亦有因果性和定域性。

#### 真空
量子力学与狭义相对论结合产生出量子电动力学、量子场论以及电弱统一模型、强作用下的量子色动力学等标准模型。即使巨大的成功也无法掩盖其中所隐含的原则问题。比如真空与否，存在着零点能以及真空涨落等，让人们对什么是真正的“真空”产生了新的认识。
以上述为基础的产生以下几个忧虑：量子电动力学的微扰论计算可给出与实验精密符合的结果，然而这个微扰展开却是不合理的。
对称性破缺的机制使传递弱作用的中间玻色子获得质量，然而黑格斯场的真空期望值和前面提到的零点能（相当于宇宙常数），其数值却比实际观测到的宇宙常数更大，而且还是惊人的，上百个数量级。
而量子色动力学描述夸克和胶子之间的相互作用，但是被禁闭在强子内的夸克和胶子如何才能获得自由，这个问题却是物理学的疑点。
再者，量子论预言到，在{\displaystyle 10^{-33}}厘米和{\displaystyle 10^{-43}}秒这样小的时空尺度上，时空的经典概念将不再适用。为解决这个难题，就须要在理论上建立自洽的量子引力理论，即是量子时空理论。然而，量子理论和广义相对论如何结合一直没有解决。
一个可能的解决方法就是超弦理论或M理论。然而，这个理论却只有在一维时间-九维空间或一维时间-十维空间上实现。
这里又出现了问题，尖锐的矛盾，如何将高维时空应用在低维时空上，也就是人类所熟知的四维时空观。人们所认知的时空是四维的，也就是说“宇宙”或许就是高维时空中的“一个泡沫”（通常称为“膜”）。
从高维时空回到四维时空显然有很多种方法。那么，在“膜”宇宙以外，是否可能存在其他的“膜”宇宙？在产生宇宙大爆炸之前，是否还会有其他的阶段等。这些问题，或许与暗物质、暗能量，以及宇宙常数等问题都有着密切的联系。

### 弱作用左右对称性等的破坏
力学与电磁学规律把惯性系从左手系变为右手系是不会变的，同样时间反转亦是不变的。这就是说把时空反演不变的规律与时空本身存在密切关联。
同时，还存在与这些对称性相联系的正反电荷对称性。但是在微观状态下，在弱作用当中，时空反演不变与正反电荷反演不变这类规律不成立。这就是20世纪中期李政道和杨振宁提出宇称不守恒。这也得到实验的验证，不过其中更为深刻的本质尚待物理学家研究。

### 暗能量和宇宙常数
20世纪末，天文学的重大进展，特别是太空观测的拓展，让更多“隐藏”的物体都显露出来。经过测算基本确定，人类目前还看不见的暗物质占据宇宙总物质20%以上，与此类似，与通常的能量完全不同的暗能量占据宇宙中总能量70%，且宇宙常数为正，约为{\displaystyle 10^{-52}}{\displaystyle cm^{-2}}。
这样的宇宙时空就不会是平坦的，而是呈现出正的常曲率时空。但这个正的常曲率时空，不仅仅在超弦理论或M理论上有着原则性的差别，就连通常意义的量子场论、量子力学，更甚至连经典力学也都出现了疑难。这是因为在理论上没有一个可公认的方法自洽地定义物理上的可观测量。而且宇宙常数为什么这样小，也是一大难题。